# Giấy chứng tử

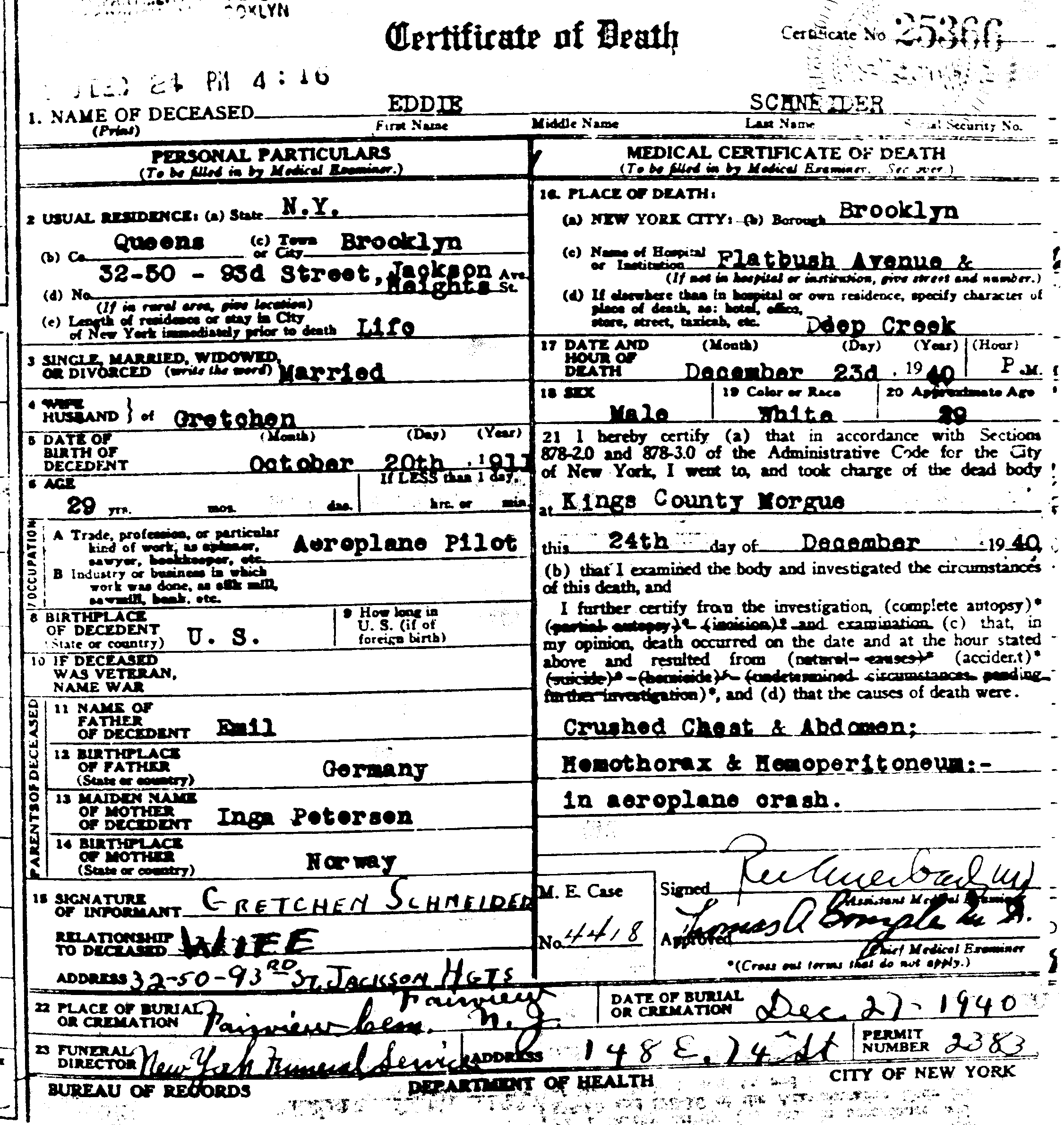
Giấy chứng tử của Eddie Scheiner (1911-1940), cấp tại New York, Hoa Kỳ

Giấy chứng tử hay Giấy khai tử là một loại giấy tờ hộ tịch của cá nhân được cơ quan nhà nước có thẩm quyền cấp cho gia đình, thân nhân, người đại diện hoặc cá nhân, tổ chức có liên quan để xác nhận tình trạng một người đã chết, xác định về thời gian chết, địa điểm chết và nguyên nhân cái chết. Giấy chứng tử về mặt pháp lý là căn cứ rõ ràng nhất xác định thời điểm chết của người được khai tử – căn cứ để xác định thời điểm mở thừa kế, diện thừa kế, di sản thừa kế.

## Thủ tục
Giấy chứng tử được cấp trên cơ sở giấy báo tử và thủ tục đăng ký khai tử tại cơ quan có thẩm quyền. Giấy báo tử hoặc giấy tờ thay cho Giấy báo tử là một loại giấy tờ được cấp cho thân nhân người chết để đi khai tử. Giấy báo tử phải ghi rõ họ, tên, địa chỉ của người chết; giờ, ngày, tháng, năm chết; địa điểm chết và nguyên nhân chết. Theo quy định của pháp luật Việt Nam, trong trường hợp người chết không có thân nhân, thì Giấy báo tử được gửi cho Ủy ban nhân dân cấp xã, nơi có thẩm quyền đăng ký khai tử để Ủy ban nhân dân cấp xã đăng ký khai tử.
Sau khi có sự kiện người chết, gia đình, thân nhân hoặc cá nhân, tổ chức liên quan báo cho cơ qua có thẩm quyền biết sự kiện này trên cơ sở đó, cơ quan này sẽ cấp cho họ Giấy báo tử. Người đi khai tử phải nộp Giấy báo tử hoặc giấy tờ thay cho Giấy báo tử. Sau khi kiểm tra các giấy tờ hợp lệ, cán bộ Tư pháp hộ tịch ghi vào Sổ đăng ký khai tử và Giấy chứng tử, Chủ tịch Ủy ban nhân dân cấp xã ký và cấp cho người đi khai tử một bản chính Giấy chứng tử. Bản sao Giấy chứng tử được cấp theo yêu cầu của người đi khai tử.
Nếu giấy chứng tử bị hư, hỏng, mất mát thì gia đình, thân nhân của người chết hay cá nhân, tổ chức liên quan có thể yêu cầu cấp lại. Ở Việt Nam, việc cấp lại giấy khai tử quá hạn là một trong những thủ tục được đánh giá là nhiêu khê và phiền hà. Tại nước này cũng có tình trạng con cái khai tử cho cha mẹ còn sống để mở thủ tục chia di sản thừa kế hoặc tình trạng khai tử cho người sống để cướp sim số đẹp.